# تورسوگالی
تورسوگالی (به لاتین: Tursugali) یک منطقهٔ مسکونی در روسیه است که در باشقیرستان واقع شده‌است.